# West Union (Ohio)
West Union falu az USA Ohio állam Adams megyéjében, melynek megyeszékhelye is. Lakosainak száma 3004 fő (2020. április 1.).

## Népesség
A település népességének változása:
| Lakosok száma | 229  | 2903 | 3241 | 3004 |
|               | 1810 | 2000 | 2010 | 2020 |